# Le Sillon
Le Sillon („Brazda” sau „Calea”) a fost o mișcare politică și religioasă franceză fondată de Marc Sangnier (1873-1950), care a existat între 1894 și 1910. Mișcarea își propunea să aducă catolicismul într-o mai mare conformitate cu idealurile republicane și socialiste franceze, oferind o alternativă la marxism și la alte mișcări de stânga anticlericale.

## Istorie
În 1891, Papa Leon al XIII-lea a îndemnat Biserica să adopte o implicare mai activă în problemele sociale prin enciclica sa Rerum novarum. Această politică a creat o oportunitate pentru liberalii din cadrul Bisericii din Franța, care sperau la o relație îmbunătățită între Biserică și Republică. Ca urmare, în 1894 a fost fondată mișcarea Le Sillon, care a început publicarea revistei cu același nume, sub conducerea lui Marc Sangnier.
Le Sillon a promovat un proiect ambițios de reconciliere a mișcării muncitorești cu creștinismul. Sangnier afirma: „Le Sillon are ca scop transformarea Franței într-o republică democratică. Nu este o mișcare catolică în sensul tradițional, deoarece nu urmărește să pună la dispoziția episcopilor și preoților resurse umane pentru a-i sprijini în misiunea lor. Le Sillon este o mișcare seculară, dar totodată profund religioasă.”
În 1905, Sangnier a fondat o confederație de grupuri numite „cercuri de educație catolică”, unde tinerii preoți puteau dezbate teme religioase și sociale. Scopul era crearea unei atmosfere mai puțin ierarhice în Biserică, unde ideile puteau veni atât de la preoți, cât și de la laici. Mișcarea a cunoscut un entuziasm popular considerabil, atrăgând până la 500.000 de membri în Franța. În acea perioadă, Le Sillon beneficia de sprijinul Papei Pius al X-lea și al episcopatului francez.

## Dizolvare
Cu toate acestea, sprijinul Bisericii a fost de scurtă durată. Grupul a fost văzut ca devenind prea modernist și republican. După adoptarea legii separării bisericii de stat din 1905, mișcarea a fost tot mai criticată, în special pentru că punea accent pe autoritatea laicilor în Biserică, în detrimentul Papei și a ierarhiei. Le Sillon a fost în cele din urmă condamnat de Papa Pius al X-lea în enciclica „Notre charge apostolique” din 25 august 1910. Ca urmare, organizația s-a dizolvat.
În 1912, Sangnier a fondat un grup de înlocuire, Liga Tinerei Republici (Ligue de la jeune République), pentru a-și promova viziunea asupra catolicismului social.